# Kunsthandel

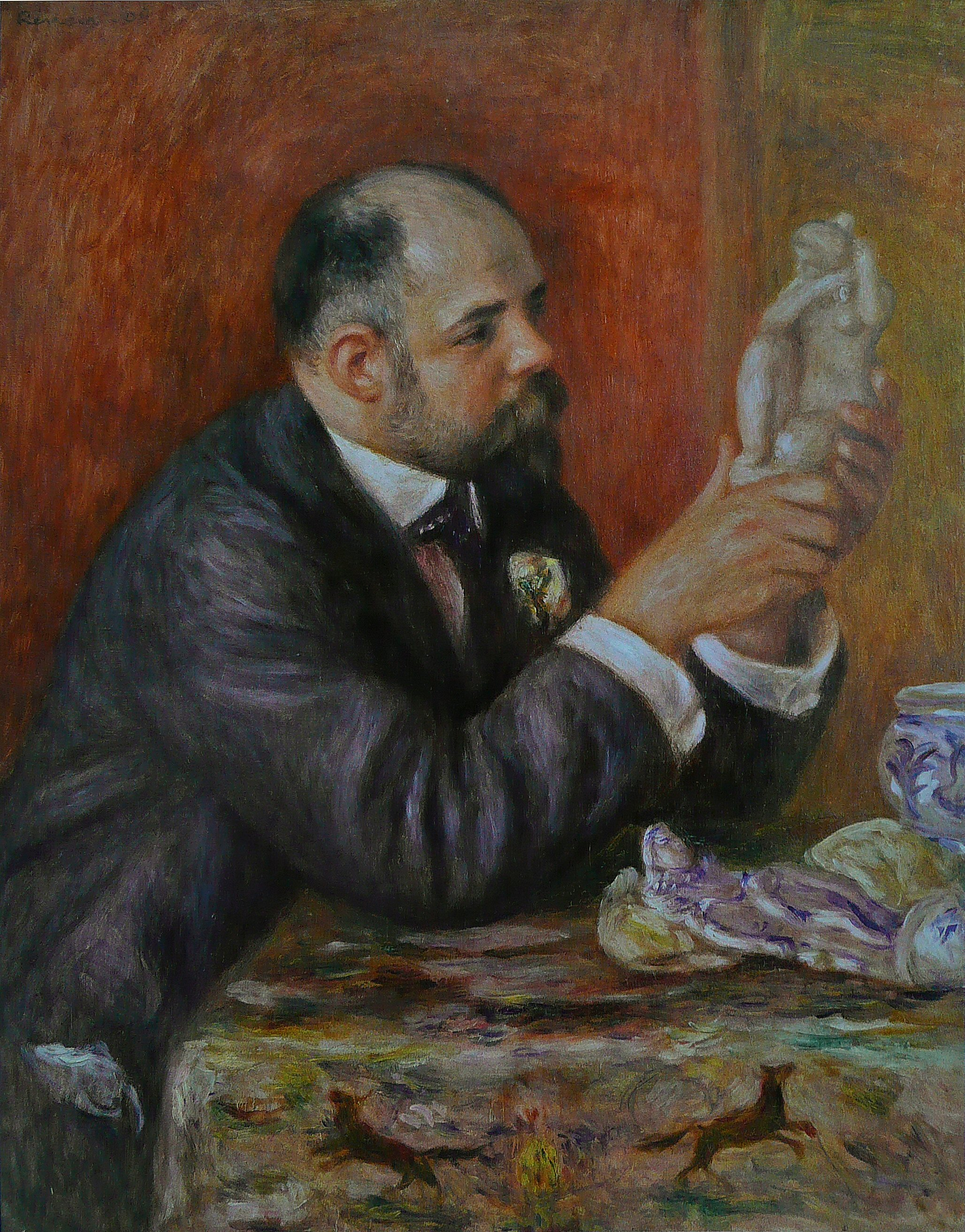
Der Kunsthändler Ambroise Vollard, Gemälde von Pierre-Auguste Renoir (1908)

Der Begriff Kunsthandel bezeichnet das gewerbsmäßige Handeln mit Kunstwerken. Man unterscheidet beim Kunstmarkt zwischen Primär- und Sekundärmarkt. Während Sammler und Galerien auf dem Primärmarkt tätig sind, betätigen sich Kunsthändler im engeren Sinne mit dem An- und Verkauf von auf dem Markt befindlichen Kunstwerken (Sekundärmarkt). Galerien, die Kunsthandeln in diesem Sinne betreiben, bezeichnet man daher auch als Sekundärmarkt-Galerien. Allerdings übernehmen häufig ebenso Primärmarkt-Galerien den Rück- und Wiederverkauf von Arbeiten der von ihnen vertretenen Künstler.

## Geschichte
Künstler hatten in den aufstrebenden Städten des Mittelalters den sozialen Status von Handwerkern inne. Sie waren in Zünften oder Gilden organisiert und stellten auftragsgemäß für hochstehende und wohlhabende Persönlichkeiten, für Freie Städte, Fürsten- und Königshöfe sowie kirchliche Einrichtungen Kunstwerke her und wurden dafür wie Handwerker nach Aufwand und Materialverbrauch entlohnt. Im ausgehenden Mittelalter ging das Handwerk teilweise von der Kunden- zur Warenproduktion über, womit die Künstler mehr und mehr darauf angewiesen waren, mit den Erzeugnissen ihrer Werkstatt auf der Straße oder dem Markt Handel zu treiben. Sie reisten von Stadt zu Stadt, um ihre Werke anzubieten. So betrieb auch Albrecht Dürer auf seinen Reisen nach Italien und in den Niederlanden einen „ausgedehnten Handel mit eigenen und fremden Stichen“. Zur Zeit der Renaissance waren die maßgebenden Künstler Hofkünstler oder privilegierte Hoflieferanten, die durch persönliches Mäzenatentum an Hof und Herrscher gebunden waren. Von einem Kunsthandel im modernen Sinne kann erst nach der Renaissance gesprochen werden. Mit der Lockerung des Kunstpatronats waren bereits im Rom des frühen 17. Jahrhunderts professionelle Kunsthändler aufgetreten, die aber zunächst nur für junge und unerfahrene Künstler eine wichtige Rolle spielten. Sobald ein Künstler einen Ruf erlangt hatte, „arbeitete er nur noch in höchster Not für einen Händler“, der bei „den Malern wie in der Öffentlichkeit schlecht angeschrieben“ war.
Ein Kunstmarkt im heutigen Sinn entstand erstmals im 17. Jahrhundert in den Niederlanden. Für Rembrandt, der mit Auftraggebern schlecht zurechtkam, bot er die willkommene Gelegenheit, um die Abhängigkeiten des Patronage- und Auftragssystems abzuschütteln. Und in jenen Kunstmärkten in den Städten Brügge, Antwerpen und Amsterdam zeigte sich bereits ab dem 16. Jahrhundert, wie sehr ökonomische, kulturhistorische und politische Gründe dazu beitrugen, dass aus einem zunächst stark regulierten Bilderhandel ein weitestgehend umregulierter Kunstmarkt entstand.

## Akteure im Kunsthandel
Dem Kunsthändler kommt eine Schlüsselstellung im Kontakt mit dem Publikum zu. Er muss in der Lage sein, zahlungskräftige Liebhaber, vor allem Sammler, Museumsleute oder andere Händler für den Kauf seiner „Ware“ zu gewinnen. Zudem haben Kunsthändler oft auch Kontakt zu einzelnen Künstlern und daher auch einen gewissen Anteil an der Etablierung neuer Kunstrichtungen.
Der moderne Kunsthandel wird hauptsächlich von Galerien, Kunsthandlungen und Auktionshäusern getätigt, findet aber auch in Form von Kunstmessen (z. B. der Art Basel oder Art Cologne), Märkten für Antiquitäten oder Internet-Auktionen statt.

### Kunsthändler und Mäzene

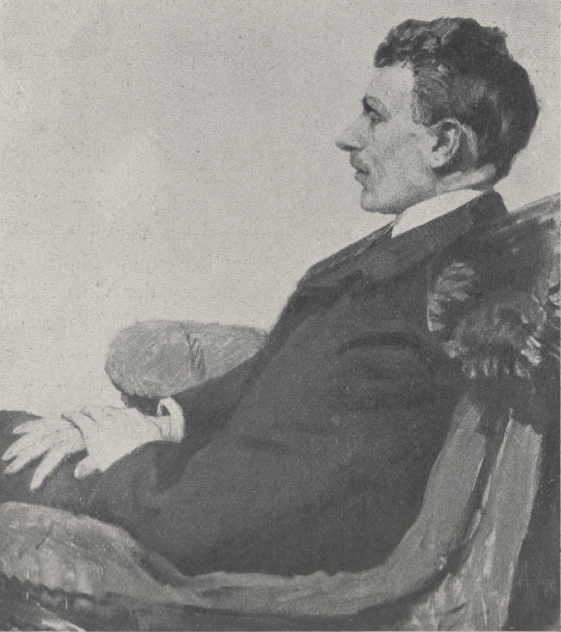
Porträt Alfred Golds im Alter von 30 Jahren von Moritz Coschell, Berlin 1904

In der Tätigkeit einzelner Personen vermischen sich Kunstverständnis und Mäzenatentum. Paul Durand-Ruel zum Beispiel hatte mit seinem Kunstverständnis die Impressionisten und ihre Kunst entscheidend gefördert, indem er unter anderem in der Rue Lafitte in Paris Ausstellungen veranstaltete. Ambroise Vollard, Daniel Henry Kahnweiler sowie Paul Rosenberg und Georges Wildenstein förderten Pablo Picasso.
Alfred Gold gehörte zur Wiener Moderne des späten 19. Jahrhunderts, zur „Jeunesse dorée“ in Wien und Berlin und war mehrere Jahre in Paris als Einkäufer und Vertrauensmann für den internationalen Kunsthandel tätig.

### Die Rolle der Auktionshäuser
Seit der Mitte des 18. Jahrhunderts gewann die Kunstauktion in England und Frankreich an Bedeutung. In London wurden die Auktionshäuser Sotheby’s (1744) und Christie’s (1766) gegründet. Eine ähnliche Rolle spielte später das Hôtel Drouot (1852 gegründet) in Paris. In Deutschland entwickelte sich das Kunstauktionswesen erst seit der zweiten Hälfte des 19. Jahrhunderts, so vor allem in Berlin, München und Köln.

### Die Rolle der Galerien
Vom Kunsthandel im engeren Sinne sind die Galerien zu unterscheiden. Als die „Gatekeeper des Kunstmarktes“ vertreten sie in der Regel einzelne oder eine begrenzte Zahl von Künstlern auf vertraglicher Grundlage. Hier spielen auch einzelne Mäzene eine Rolle. Es gibt Galerien für einzelne Künstler und für bestimmte Stilrichtungen. Das Spektrum der Kunstgalerie ist sehr vielfältig, die im Zusammenhang mit den jeweiligen Ausstellungen angebotenen Kataloge und Präsentationen bieten wichtige Informationen für den Kunsthandel selbst.

## Gestohlene Kunstwerke, Raubgräberei und Fälschungen
Um zu verhindern, dass Diebe, Hehler und Raubgräber ihre kriminell erworbenen Stücke im Kunsthandel absetzen können, haben Staaten und Kunsthändler verschiedene Maßnahmen getroffen und Einrichtungen ins Leben gerufen.
- Das Lost Art Register der Lost Art Koordinierungsstelle Magdeburg dokumentiert NS-Raubkunst und Beutekunst. Es sind etwa 110.000 Kulturgüter detailliert und mehrere Millionen summarisch beschrieben.[14]
- The Art Loss Register ist eine große Internationale Datenbank, in der gestohlene und geraubte Kunstwerke registriert und über das Internet leicht auffindbar gemacht werden. Ursprung des Registers war die Internationale Stiftung für Kunstforschung (IFAR), eine gemeinnützige Organisation mit Hauptsitz in New York, die mit dem Ziel, den internationalen Kunstdiebstahl einzudämmen, 1976 ein Kunstdiebstahlarchiv gründete, und begann, den „Gestohlene Kunst-Alarm“ zu veröffentlichen. Die schließlich etwa 20.000 handschriftlichen Einträge im Register waren aber kaum noch praktisch zu nutzen. Der Beschluss, dieses Register per Computer verwaltbar zu machen, führte 1991 zu Schaffung des The Art Loss Register durch Unternehmen der Versicherungsbranche und der Kunstbranche in London. Die intensive Nutzung des Registers führte bis 2008 zur Wiederauffindung von Kunstwerken  im Wert von 230 Millionen Euro, darunter Paul Cézannes Stillleben mit Wasserkrug (gestohlen 1978, aufgefunden 1999), Édouard Manets Stillleben mit Pfirsichen (gestohlen 1977, aufgefunden 1997), Pablo Picassos Frau in Weiß, ein Buch lesend (gestohlen 1940, aufgefunden 2005).[15]

In neuerer Zeit spielen Kunstfälschungen eine zunehmende Rolle, was sehr kritisch gesehen wird. Experten gehen davon aus, dass 40–60 % der im Kunsthandel angebotenen Werke gefälscht sein können. Spitzenreiter im Fälschungs-Ranking ist Salvador Dalí. Robert Descharnes, der letzte Sekretär Dalís, sagte, dass rund 90 Prozent aller angebotenen Dalí-Grafiken nicht vom Meister selbst stammen.

## Bekannte Kunsthändler und Galeristen
Galeristen sind mit (G) gekennzeichnet.
- Kurt Walter Bachstitz
- Heiner Bastian
- Hanna Bekker vom Rath
- Heinz Berggruen
- Ernst Beyeler (G)
- Bruno Bischofberger (G)
- Julius Böhler
- Paul Cassirer (G)
- Leo Castelli (G)
- Iris Clert (G)
- Paul Durand-Ruel (G)
- Konrad Fischer (G)
- Alfred Flechtheim (G)
- Franke-Schenk (G)
- Heiner Friedrich
- Alfred Gold
- Larry Gagosian
- Karsten Greve
- Theo van Gogh
- Peggy Guggenheim (G)
- Roswitha Haftmann (G)
- Alexander Iolas (G)
- Rafael Jablonka
- Sidney Janis (G)
- Jay Jopling
- Daniel-Henry Kahnweiler
- Guido Joseph Kern
- August Klipstein
- Johann König (G)
- Sam Kootz (G)
- Eberhard W. Kornfeld (G)
- Jan Krugier (G)
- Margarete Lauter
- Karl Lilienfeld
- Pierre Loeb
- Wilhelm August Luz (G)
- Gerd Harry Lybke (G)
- Aimé Maeght
- Paul Maenz
- Philomene Magers (G)
- Pierre Matisse
- Hans Mayer (G)
- Hella Nebelung (G)
- Hans-Jürgen Niepel (G)
- Anthony d’Offay
- Hans Paffrath (G)
- Betty Parsons (G)
- Thaddaeus Ropac (G)
- Paul Rosenberg
- Siegfried Rosengart
- Carl Christian Heinrich Rost
- Charles Saatchi
- Ludwig Schames (G)
- Alfred Schmela (G)
- Eduard Schulte (G)
- Michael Schultz (G)
- Ileana Sonnabend (G)
- Rudolf Springer (G)
- Monika Sprüth (G)
- Hans Strelow (G)
- Heinrich Thannhauser
- Père Tanguy (G)
- Wilhelm Uhde
- Hendrick van Uylenburgh
- Curt Valentin
- Ambroise Vollard
- Herwarth Walden (G)
- Berthe Weill
- Georges Wildenstein (G)
- Iwan Wirth
- David Zwirner (G)
- Rudolf Zwirner